# Olios spiculosus
Olios spiculosus är en spindelart som först beskrevs av Pocock 1901.  Olios spiculosus ingår i släktet Olios och familjen jättekrabbspindlar. Inga underarter finns listade i Catalogue of Life.